# Barycheloides rouxi
Barycheloides rouxi là một loài nhện trong họ Barychelidae. Loài này phân bố ờ Nouvelle-Calédonie.